# Пеппиат, Майкл
Майкл Пеппиат (англ. Michael Peppiatt; 9 октября 1941, Уикомб, Бакингемшир) — британский художественный критик, историк искусства, куратор и писатель.

## Биография
Майкл Пеппиат учился в Тринити Холле, в одном из колледжей Кембриджского университета, окончив его в 1964 году и устроившись на работу в британскую газету «The Observer» в качестве младшего художественного критика. Затем Пеппиат перебрался в Париж, чтобы заняться редакционной работой в журнале «Réalités», где трудился до 1969 года, когда он был назначен редактором отдела искусств в ежедневной газете «Le Monde». В середине 1970-х годов Пеппиат писал репортажи о культурных событиях по всей Европе для «The New York Times» и «Financial Times», также став парижским корреспондентом нескольких художественных журналов, в частности «ARTnews» и «Art International». В 1985 году Пеппиат стал владельцем и редактором «Art International», который он перезапустил в Париже, посвящая специальные выпуски художникам, которыми он больше всего восхищался.
В 1994 году Пеппиат вернулся в Лондон со своей женой, историком искусства Джилл Ллойд, и их двумя детьми, где он написал биографию Фрэнсиса Бэкона (1909—1992), чьим близким другом и комментатором он был в течение 30 лет. Признанная как «Книга года» «The New York Times» и переведённая на несколько языков биография считается наиболее полным изложением жизни и творчества Бэкона.
Пеппиат курировал многочисленные выставки по всему миру, в частности, передвижные ретроспективы Лондонской школы, Фрэнсиса Бэкона, Альберто Джакометти, Кристиана Шада и Антони Тапиеса. В 2009 году Пеппиат курировал выставку скульптуры Дадо для Венецианской биеннале, ретроспективу Аристида Майоля в Барселоне и выставку Караваджо-Бэкона для Галереи Боргезе в Риме.
В 2005 году Пеппиат получил степень доктора философии в Кембриджском университете за свои публикации по искусству XX века. Он является членом Общества авторов и Королевского литературного общества, а с 2010 года входит в правление Выставочного дворца в Риме.
В 2012 году Пеппиат опубликовал книгу «Interviews with Artists», состоящую из более чем 40 интервью с персоналиями, начиная от Жана Дюбюффе, Бальтюса и Оскара Нимейера и заканчивая Брассаи, Анри Картье-Брессоном и Антони Тапиесом. Выставка по её мотивам прошла в Эйкин Маклин в Лондоне.
В 2014—2015 годах Пеппиат курировал выставку Жоана Миро, проходившую в Гамбурге, Дюссельдорфе и других городах. В августе 2015 года вышла книга «Francis Bacon in Your Blood», собравшая его воспоминания.
Пеппиат также работает в консультативном совете друзей Великобритании Национального музея женского искусства.